# Saint-Aubin-des-Bois (Eure i Loir)
Saint-Aubin-des-Bois és un municipi francès, situat al departament de l'Eure i Loir i a la regió de Centre – Vall del Loira. L'any 2007 tenia 949 habitants.

## Demografia

### Població
El 2007 la població de fet de Saint-Aubin-des-Bois era de 949 persones. Hi havia 346 famílies, de les quals 48 eren unipersonals (24 homes vivint sols i 24 dones vivint soles), 109 parelles sense fills, 165 parelles amb fills i 24 famílies monoparentals amb fills.
La població ha evolucionat segons el següent gràfic:
Habitants censats

### Habitatges
El 2007 hi havia 369 habitatges, 348 eren l'habitatge principal de la família, 16 eren segones residències i 5 estaven desocupats. 357 eren cases i 9 eren apartaments. Dels 348 habitatges principals, 317 estaven ocupats pels seus propietaris, 28 estaven llogats i ocupats pels llogaters i 3 estaven cedits a títol gratuït; 3 tenien una cambra, 9 en tenien dues, 24 en tenien tres, 81 en tenien quatre i 230 en tenien cinc o més. 324 habitatges disposaven pel capbaix d'una plaça de pàrquing. A 109 habitatges hi havia un automòbil i a 234 n'hi havia dos o més.

### Piràmide de població
La piràmide de població per edats i sexe el 2009 era:
| Homes | Edats   | Dones |
| ----- | ------- | ----- |
| 0     | 95 o +  | 4     |
| 0     | 90 a 94 | 4     |
| 0     | 85 a 89 | 0     |
| 0     | 80 a 84 | 0     |
| 8     | 75 a 79 | 4     |
| 12    | 70 a 74 | 20    |
| 16    | 65 a 69 | 12    |
| 12    | 60 a 64 | 12    |
| 36    | 55 a 59 | 20    |
| 36    | 50 a 54 | 52    |
| 40    | 45 a 49 | 36    |
| 48    | 40 a 44 | 32    |
| 44    | 35 a 39 | 36    |
| 36    | 30 a 34 | 56    |
| 28    | 25 a 29 | 44    |
| 16    | 20 a 24 | 4     |
| 24    | 15 a 19 | 32    |
| 52    | 10 a 14 | 88    |
| 56    | 5 a 9   | 40    |
| 24    | 0 a 4   | 24    |

## Economia
El 2007 la població en edat de treballar era de 685 persones, 516 eren actives i 169 eren inactives. De les 516 persones actives 490 estaven ocupades (250 homes i 240 dones) i 26 estaven aturades (13 homes i 13 dones). De les 169 persones inactives 76 estaven jubilades, 68 estaven estudiant i 25 estaven classificades com a «altres inactius».

### Ingressos
El 2009 a Saint-Aubin-des-Bois hi havia 351 unitats fiscals que integraven 990,5 persones, la mediana anual d'ingressos fiscals per persona era de 21.898 €.

### Activitats econòmiques
Dels 30 establiments que hi havia el 2007, 2 eren d'empreses extractives, 11 d'empreses de construcció, 4 d'empreses de comerç i reparació d'automòbils, 2 d'empreses de transport, 2 d'empreses d'hostatgeria i restauració, 2 d'empreses d'informació i comunicació, 1 d'una empresa financera, 2 d'empreses immobiliàries, 3 d'empreses de serveis i 1 d'una empresa classificada com a «altres activitats de serveis».
Dels 12 establiments de servei als particulars que hi havia el 2009, 1 era un taller de reparació d'automòbils i de material agrícola, 1 paleta, 1 guixaire pintor, 3 fusteries, 3 electricistes, 2 restaurants i 1 agència immobiliària.
L'any 2000 a Saint-Aubin-des-Bois hi havia 10 explotacions agrícoles que ocupaven un total de 840 hectàrees.

## Equipaments sanitaris i escolars
El 2009 hi havia una escola elemental integrada dins d'un grup escolar amb les comunes properes formant una escola dispersa.

## Poblacions més properes
El següent diagrama mostra les poblacions més properes.